# Sân vận động Kitakami
Sân vận động Kitakami (北上総合運動公園陸上競技場) là một sân vận động đa chức năng nằm ở thành phố Kitakami, tỉnh Iwate, Nhật Bản. Nơi đây thường được sử dụng cho các trận đấu bóng đá và có sức chứa 22,000 khán giả.